# Шестериков, Михаил Васильевич
Михаил Васильевич Шестериков (2 ноября 1906 — 2 декабря 1974) — русский советский поэт, педагог и журналист, военный корреспондент. Делегат Первого съезда советских писателей (1934). Участник Великой Отечественной войны. Возглавлял Горьковское отделение Союза писателей СССР (1948—1960).
Наиболее известен как автор стихотворения «Баллада о солдате» и поэмы «Огонёк моей юности».

## Биография
Родился в 1906 году в селе Хватовка Арзамасского уезда Нижегородской губернии в семье фельдшера.
В годы НЭПа — активист села — в шестнадцать лет вступил в комсомол, был секретарём сельской комсомольской ячейки, затем секретарём Арзамасского волостного комитета комсомола.
Окончив арзамасскую совпартшколу, стал кандидатом в члены ВКП(б), избран членом Нижегородского губернского комитета ВЛКСМ.
В 1926 году направлен на комсомольскую работу в Нижний Новгород — инструктором в губотдел союза сельхозлесрабочих. В 1927 году переведен из кандидатов в члены ВКП(б).
Окончив рабфак, поступил в Горьковский педагогический институт.
Руководил кружком литераторов при губернской газете «Молодая рать», писал статьи, очерки, рецензии.
В 1932 году поступил в аспирантуру по кафедре русской литературы, научный руководитель — профессор М. Григорьев, писал о творчестве Маяковского.
Одновременно с преподаванием и учёбой в аспирантуре работал в завлитконсультации с областными газетами «Ленинская смена», «Горьковская коммуна», журналом «Натиск».
В 1934 году направлен делегатом на Первый съезд советских писателей, вернувшись с которого стал одним из создателей Горьковской писательской организации.
В 1936 году окончил аспирантуру и был оставлен на кафедре русской литературы Горьковского пединститута, где до лета 1942 года преподавал теорию литературы и историю детской литературы.

### В годы войны
Уже 25 июня 1941 года, — через два дня после начала Великой Отечественной войны — опубликовал в газете «Горьковская коммуна» стихотворение «Мы победим!».
Ещё до призыва в армию награждён медалью «За трудовое отличие»: «за хорошую работу в газете на строительстве укреплений на дальних подступах к Москве».
С лета 1942 года по весну 1947 года — корреспондент, возглавлял литературный отдел фронтовой газеты «Красное знамя» 24-й армии ставшей в апреле 1943 года 4-й Гвардейской армией.
Вместе с армией участвовал в Сталинградской битве, Курской дуги, Корсунь-Шевченковской и Ясско-Кишиневской операциях, через сражения на Днепре, войну закончил в Вене в звании гвардии майора. После Победы ещё два года служил в Австрии до расформирования 4-й Гвардейской армии в марте 1947 года, продолжая работу в газете.
Как корреспондент газеты «Красное знамя» присутствовал на Нюрнбергском процессе.
Награждён орденами Красной Звезды (04.11.1943) и Отечественной войны II степени (30.04.1945), медалями «За оборону Сталинграда» и «За боевые заслуги» (08.03.1943).

### После войны
Вернувшись с фронта, три года — с сентября 1947 года по август 1950 года — преподавал литературу в Горьковском педагогическом институте.
В 1948—1960 годах — руководитель Горьковского отделения Союза писателей СССР.
Помог ряду горьковских писателей в творческом становлении, например, посоветовал серьезно заняться поэзией В. В. Половинкину, который особо отметил в автобиографии роль взявшего над ним шефство Шестерикова и так вспоминал о первой встрече с поэтом: «Плотный, с копной тёмных вьющихся волос над высоким чистым лбом, в накинутой на плечи офицерской шинели со следами погон и петлиц — таким я впервые увидел Михаила Васильевича Шестерикова в далеком 1948 году».
Активно писал и печатался. Литературный труд М. В. Шестерикова был отмечен орденом «Знак Почёта» (1967).
Умер 2 декабря 1974 года в Горьком. Похоронен на Красном кладбище (13 участок).

## Творчество
Стихи Шестерикова отмечены простотой и ясностью поэтического строя, юмором, близостью к народно-песенному творчеству.— Краткая литературная энциклопедия
Первое стихотворение было опубликовано в 1926 году в горьковской газете «Молодая рать».
В 1930-е годы пишет поэмы «Записки колхозника», «Петька», «Тараканы», «Поэма о матери», «Тетрадка», (о сельской учительнице начальных классов и ее учениках); стихи «Письмо девушке», «Баллада о старике и комсомоле», «Про моего деда», «Песенка постылая», «Странные гости секретаря райкома».
Как отметила биографа поэта Г. Родина «тексты Шестерикова — это летопись истории и культуры Нижегородского края» и являлись откликом на действительные события: «На Хватовку пришёл автобус» — об организации постоянного автобусного движения Арзамас-Хватовка; сюжет поэмы «Петька», о комсомольце и селькоре сожжённом заживо, навеян убийством селькора Фёдора Миронова из села Саблукове Арзамасского района; очерк «Один из многих» — о слесаре-формовщике Василии Меркулове, первым в области награжденном орденом Ленина.
В 1932 году выходит первый сборник стихов поэта «Большевистская пашня».
Перед войной закончил поэму «Валерий Чкалов» (издана в 1942 году).
Военному времени посвятил ряд стихов. В газете 24 армии долгое время печаталась повесть в стихах «Ваня Бровкин». На записях в фронтовых корреспондентских блокнотах основан очерк «Четыре „Котла“». Широко известна «Баллада о солдате» — о том как убитый в 1945 году под Будапештом солдат возвращается к матери.

В широко известной «Балладе о солдате» Михаила Шестерикова условность, неестественность описываемого — восставший из могилы солдат возвращается домой, к матери — воспринимается как нечто естественное: для матери сын не умирал; о его возвращении рассказано нарочито заземленно, буднично. Контраст между крайней условностью сюжета и бытовым характером его развития и придает «Балладе» Михаила Шестерикова необычную значительность.— литературовед Вячеслав Васильевич Харчев
После войны более 10 лет молчал — ничего не печатая, кроме нескольких стихотворений.
В 1958 году в журнале «Новый мир» была опубликована лирическая поэма «Огонёк моей юности» — лучшее произведение поэта, вошедшее в число значительных поэтических книг тех лет.
Осталась в рукописи поэма «Катя» — в 1959 году поэт направил её А. Твардовскому, и она так и осталась у него (передана на хранение в ЦГАЛИ), на рукопись Михаил Шестериков получил ответ:

Прочёл я «Катю» и должен тебя огорчить, мне она не понравилась. Конечно, я не собираюсь тебе «указывать на недочеты» — мы с тобой из этого возраста уже вышли,— скажу только одно: проза глушит некоторые кустики поэзии, имеющиеся в этой вещи. … «Огонек» был, по-моему, свободнее от прозы, чем «Катя». Повторяю, и здесь есть «кустики» (отступления о кино и др.), но их мало, и они в подчиненном положении. Не обижайся, пожалуйста, и присылай, что будет нового. Жму твою руку.— из письма от Александра Твардовского, 13 апреля 1959 года
В 1960 году выходит книга «Сквозь годы» в которой много стихов ещё предвоенной поры.
Пишет стихи для детей («Митя на море», «Туча», «Дождик на колёсах») и для их родителей («Любвеобильный папаша»), антирелигиозную поэму-повесть «Святоша».
В 1970 году в горьковском издательстве вышел поэтический сборник «Жилая зона».
В 1971 году в центральном издательстве «Советская Россия», вышел юбилейный сборник «Колос», куда вошли стихи и поэмы «У огонька юности» и «Святоша».
Незадолго до смерти успел подготовить книгу стихов «Избранное», но напечатанной её не увидел — она была издана через несколько месяцев после его смерти.

Еще многое в творчестве Шестерикова ждет глубоких размышлений. Итоговая книга избранных стихов убедительно подтвердила значительность всего, что он сделал в советской поэзии. — 1976 год

Стихи Шестерикова не стареют. Они продолжают жить, духовно обогащая своего читателя, ибо в них заключен тот нравственный, эстетический и исторический потенциал, который остается востребованным и в наши дни.— исследователь творчества поэта Галина Родина, кандидат филологических наук, доцент НГПУ, 2001 год